# Selsbakk Station
Selsbakk Station (Selsbakk stasjon) er en jernbanestation på Dovrebanen, der ligger i bydelen Selsbakk i Trondheim i Norge. Stationen består af to spor, en perron og en tidligere stationsbygning i træ.
Den første station i Selsbakk åbnede som holdeplads 20. marts 1890 på det, der dengang var en del af Rørosbanen. Den blev opgraderet til station 10. oktober 1910. I 1919 blev banen omlagt og ombygget fra smalspor til normalspor i forbindelse med, at denne del af banen skulle indgå i Dovrebanen. I den forbindelse erstattedes stationen af en ny 3. september 1919 et stykke længere nordpå. Som sin forgænger hed den til at starte med Selsbak, men stavemåden blev ændret til Selsbakk i april 1921. Stationen blev fjernstyret 26. april 1965 og gjort ubemandet 24. maj 1965.
Den første stationsbygning blev opført omkring 1890 men blev afløst af en ny i 1902. Ved flytningen af stationen i 1919 opførtes den tredje og nuværende stationsbygning efter tegninger af Gudmund Hoel og Jens Flor. Stationsbygningen fra 1910 flyttedes til Stavne Station i 1922.